# Seoul Station
Seoul Station (Seoul-yeok, 서울역?) è un film d'animazione del 2016 diretto da Yeon Sang-ho.
Il film è uscito appena un mese dopo Train to Busan (diretto sempre da Yeon), di cui costituisce un prequel.
In Italia è uscito in home video il 12 ottobre 2017, in allegato a Train to Busan in coreano con i sottotitoli in italiano.
Il film doppiato in italiano è stato distribuito direttamente sulle piattaforme in streaming.

## Trama
Nella stazione di Seul, un anziano senzatetto si sente male. Quando un suo amico torna dalla farmacia con delle medicine, scopre con orrore che l'uomo è diventato uno zombi.
Hye-sun, una ragazza che in passato lavorava come prostituta, ora vive con il fidanzato Ki-woong, un nullafacente che le chiede di fare la escort poiché non riescono a pagare l'affitto. Dopo un acceso litigio, i due si separano e vengono coinvolti nel caos scoppiato nella stazione di Seul. Hye-sun si rifugia con pochi superstiti in una stazione di polizia, dove finiscono intrappolati all'interno di una cella.
Nel frattempo Suk-gyu, padre di Hye-sun, rintraccia Ki-woong e lo interroga circa la situazione di sua figlia. I due vanno a casa di Hye-sun, scoprendo che la padrona di casa è diventata una zombi.
Alla stazione di polizia arrivano dei soccorsi che permettono a Hye-sun e ad un signore anziano di fuggire dalla cella e rintanarsi in un'ambulanza. L'uomo impazzisce quando si rende conto che è proprio dall'ospedale che sembrano arrivare molte segnalazioni, così tenta di prendere il controllo del volante, facendo capovolgere l'ambulanza. Insieme a Hye-sun si dirige verso la metropolitana.
Giunto alla stazione di Hoehyeon, Ki-woong telefona a Hye-sun, ma la loro conversazione attira l'attenzione di alcuni infetti. Fortunatamente riescono a mettersi in salvo, solo per rendersi conto che la polizia antisommossa li ha messi in quarantena.
I sopravvissuti soccombono poco alla volta, e il numero degli infetti aumenta sempre di più. Dopo un discorso sulla sua povera posizione nella società, il signore anziano cerca di condurre una rivolta, ma viene subito ucciso con armi da fuoco, gettando la folla in preda al panico. La zona di quarantena viene invasa dagli infetti, ma Hye-sun riesce a scappare.
Hye-sun si nasconde in una sala mostra vuota, comunica a Ki-woong la sua posizione, poi si addormenta. Dopo che Ki-woong la risveglia, arriva anche Suk-gyu, che si rivela essere non il padre di Hye-sun, ma il suo precedente sfruttatore. Nel tentativo di proteggerla, Ki-woong cerca di colpire con un coltello Suk-gyu, che però lo picchia e lo uccide. Hye-sun cerca di scappare, ma Suk-gyu prima le dice che il suo vero padre se n'è andato per sempre, poi la scaglia su un letto, intenzionato a violentarla. Hye-sun sviene, allora Suk-gyu cerca di rianimarla, e nel guardarle i piedi nota un vistoso graffio, segno evidente che Hye-sun è infetta. Hye-sun si rianima e lo uccide. Le ultime inquadrature mostrano il corpo di Ki-woong e gli infetti che superano i limiti della zona di quarantena scontrandosi con i militari.

## Accoglienza
Su Rotten Tomatoes il film ha indice di gradimento del 100% basato su 10 pareri professionali, con un voto medio di 7.3 su 10.